# Sorpasso (economia)
Il termine sorpasso venne coniato per indicare il superamento, nel 1987, del PIL italiano rispetto a quello britannico, evento che fece diventare l'Italia la sesta potenza economica del mondo dopo Stati Uniti, Unione Sovietica, Giappone, Germania Ovest e Francia. Il sorpasso fu il risultato del ricalibramento dei metodi di analisi statistica del governo italiano e anche del picco della politica di indebitamento pubblico dei governi degli anni ottanta (guidati da Bettino Craxi e dai suoi alleati della Democrazia Cristiana). Seguirono altri due sorpassi nel 1991 e nel 2009.

## Il sorpasso del 1987
Quando il PIL italiano aumentò del 18% grazie a quello che venne definito da The Economist un «gioco di prestigio statistico», l'Italia superò per prodotto interno lordo il Regno Unito, divenendo la sesta nazione più ricca del mondo, dopo gli Stati Uniti, l'Unione Sovietica, il Giappone, la Germania Ovest e la Francia. 
Escludendo dal computo l'Unione Sovietica, l'Italia si poté classificare quinta potenza economica del mondo capitalista, dopo gli Stati Uniti, il Giappone, la Germania Ovest e la Francia.
Il reddito annuale pro capite dell'Italia raggiunse nel 1989 i $15 120 contro i $14 160 dei britannici (e i $20 630 degli Stati Uniti).

## Il sorpasso del 1991
Il 15 maggio 1991 il ministro degli Esteri Gianni De Michelis rese noto che, secondo il rapporto messo a punto da Business International (società del gruppo dell'Economist, fra i più autorevoli periodici economici del mondo) e inviato da De Michelis anche al presidente del Consiglio Giulio Andreotti, l'Italia era diventata la quarta potenza economica del mondo, dopo Stati Uniti, Giappone e Germania (nel frattempo riunificata), davanti a Francia e Regno Unito ed esclusa l'URSS, ormai in dissoluzione. Il PIL a parità di potere d'acquisto del Belpaese, infatti, aveva raggiunto i 1 268 miliardi di dollari, contro i 1 209 della Francia e i 1 087 del Regno Unito. La stima venne in seguito corretta al ribasso per via del forte disavanzo dei conti pubblici italiani e il PIL italiano subì un contro-sorpasso da parte sia della Francia sia del Regno Unito durante gli anni novanta, caratterizzati da una stagnazione dell'economia italiana, che crebbe in media solo dell'1,23% annuo contro la media europea del 2,28%.

## Il sorpasso del 2009
Un nuovo sorpasso del PIL italiano su quello britannico si è verificato nel 2009. Già nel marzo 2009 si era consumato un primo sorpasso italo-inglese: quello del reddito pro capite, riportato con enfasi dall'Economist.: secondo le stime dell'Economist intelligence Unit, misurando il PIL a cambi correnti, nel 2009 il Regno Unito era sceso al 12º posto nell'Europa a 15, seguita solo da Spagna, Grecia e Portogallo, mentre l'Italia era all'11º posto. Rispetto al 1987 il sorpasso fu più significativo, poiché solo nel 2007 il PIL pro capite del Regno Unito era di 46 030 sterline, il 27% in più rispetto a quello italiano (36 140 sterline). L'ambasciatore italiano a Londra di allora, Giancarlo Aragona, si riferì a proposito di ciò come di un secondo sorpasso. Secondo l'Economist, «la caduta della sterlina del 29% dai suoi massimi di gennaio 2007 ha cambiato la situazione» e, grazie al rafforzamento dell'euro rispetto alla sterlina, si è verificato il sorpasso in termini di pro capite: nel 2009 gli italiani avrebbero prodotto 35 390 euro pro capite, contro i 32 890 dei britannici. Qualche mese più tardi si verificò anche il sorpasso del PIL complessivo. Il 6 novembre 2009 il premier italiano Silvio Berlusconi, intervenendo in Consiglio dei ministri, annunciò che l'Italia era la sesta nazione più ricca del mondo e la terza in Europa, avendo il suo PIL ormai superato quello del Regno Unito, segnato più di altri dalla crisi, essendo la sua economia basata sulla finanza. Inoltre, l'Italia era anche il terzo contribuente dell'Unione europea e il sesto per le Nazioni Unite. A certificare il nuovo scavalcamento ci furono anche le stime dell'Office for National Statistics e del Citigroup: nel terzo trimestre 2009 il PIL italiano avrebbe generato 350 miliardi di sterline contro le 347,5 di quello britannico.

## Il sorpasso del 2024 del PIL pro capite
Per il 2024 i dati della Banca Mondiale certificarono il sorpasso del PIL pro capite dell'Italia, salito a 60.847 dollari (44.835 sterline), su quello inglese (60.620 dollari).
Sui media britannici il dato fu accolto con preoccupazione; sul Telegraph venne definito un "campanello d’allarme" per il premier Keir Starmer, un segnale da cogliere per una svolta nella politica economica. Daniel Johnson nell’articolo pubblicato alla vigilia di Ferragosto sul Telegraph paragonò questo sorpasso del reddito pro-capite a quello - del reddito nazionale - del 1987ː «Anche se il divario negli standard di vita è piccolo – sia gli italiani che gli inglesi hanno un PIL pro capite di poco più di 60.000 dollari (44.000 sterline) – il significato metaforico è enorme. Nel 1987, quando l’economia italiana superò per la prima volta quella del Regno Unito, la notizia provocò un’ondata di sentimento patriottico e divenne nota come il sorpasso».

Pur riconoscendo i meriti del governo Meloni, che era intervenuto sul cuneo fiscale e ha adottato misure più di contrasto all’immigrazione, i commentatori britannici hanno sottolineato come il sorpasso sia dovuto principalmente a un fattore: lo scarto demografico. Infatti, con una crescita del Pil non troppo dissimile negli ultimi anni, il Regno Unito ha visto la sua popolazione aumentare mentre in Italia si era registra da tempo il calo demograficoː questo fa sì che la ricchezza per abitante cresca maggiormente, anche a parità di variazioni di Pil.
Per George Buckley, capo economista per il Regno Unito e l'eurozona presso Nomura, ciò potrebbe essere anche il riflesso dell’impatto dei Pnrr e dei fondi europei post-pandemia sull’economia italiana. “La performance dell'Italia, migliore rispetto a quella del Regno Unito, è da considerarsi soprattutto in termini pro capite piuttosto che assoluta – ha dichiarato a Bloomberg – nei sei anni dal 2021 al 2026, la crescita del Regno Unito sarà superiore a quella dell'Italia in quattro di essi per quanto riguarda il Pil reale aggregato, mentre l'Italia sarà superiore al Regno Unito in tutti questi anni in termini pro capite".